# LINA WORLD
LINA WORLD（リナ・ワールド）は、日本のダンスグループ。メンバーは山形県出身。グループ名の由来は、山形県に1つだけある遊園地の名前をそのまま使用（のちに正式に了承を得て使用する）。

## メンバー
- ケン（池田健、1972年9月15日 - ）
- ダイ（池田大、1976年6月13日 - ）
- シマニー（吉町祐也、1977年3月30日 - ）

## 沿革
- 1995年春、東京で4人組ダンスグループ LINA WORLD を結成。結成当時は4人で活動。
- 1995年夏、ダンスデライト北海道・東北大会で優勝し、秋に全国大会となるジャパンダンスデライトに出場。
- 1996年春、ケン、ダイがNYに3ヶ月間ダンス留学し、音楽、クラブ、黒人ダンサーとのバトルに衝撃を受ける。
- 1997年春、ケン、ダイが再びNYに2ヶ月間ダンス留学する。
- 1998年夏、LINA WORLD 3人でNYにダンス留学する。この年の後半メンバーが1人脱退し、正式に3人組になる。
- 1999年春、アメリカR&Bシンガー Billy Crawford ビリー・クロフォード来日公演（赤坂BLITZ）にダンサー出演。
- 1999年夏、原宿で行われたトミーヒルフィガーのファッションショーでダンサー出演。
- 1999年冬、LINA WORLD 3人でNYに渡米。
- 2000年7月、NY アポロ・シアター「アマチュアナイト」のオーディションをクリアし、週間大会に出場し優勝。
- 同年8月、NY アポロ・シアター「アマチュアナイト」月刊大会に出場し優勝。
- 同年11月、NY アポロ・シアター「アマチュアナイト」TOP DOGと呼ばれる3ヶ月部門に出場し優勝。
- 同年12月、NY アポロ・シアター「アマチュアナイト」SUPER TOP DOG と呼ばれる年間チャンピオン決定戦に出場し、アジア人として初の準優勝という快挙を成し遂げる（月刊、週間、3ヶ月部門の3大会連続で優勝したのは後にも先にもLINA WORLDだけ）
- 2001年3月、全米TV Program「It's Showtime at the Apollo !」に出演し、3週連続勝ち抜きの最高位を獲得。
- 同年3月、TVを見た ソー・ソー・デフ・レコーディングスの社長ジャメイン・デュプリから電話を受け、Lil' Bow Wow の全米ツアーに出演のオファーをもらう。
- 同年4月、全米28都市32箇所のリル・バウ・ワウ （Lil' Bow Wow）「Scream Tour」にLINA WORLDはダンサーとして2ヶ月半同行する。当時前座で後にビルボードで1位を獲得する「B2K」という4人組ボーカルグループ（メインボーカルはオマリオン）も参加。
- 同年秋、9.11NYテロの直前に帰国。
- 同年12月、渋谷で行われたアパレルブランドのクリスチャン・ディオールの腕時計発売記念ファッションショーにダンサー出演
- 同年12月、山形市の霞城セントラルで行われたカウントダウンイベントにゲストパフォーマンス出演。
- 2002年12月、同上のカウントダウンイベントに2年連続でゲストパフォーマンス出演。
- 2003年12月、同上のカウントダウンイベントに3年連続でゲストパフォーマンス出演。
- 2004年春、ポップスグループ Vo Vo Tau のライブで振り付け＆バックダンサー出演。
- 2004年秋、バップレコードからコンピレーションアルバムCD「TOKYO麻布ニューディスコ vol.1[2]」にバブルガム・ブラザーズのWON'T BE LONGをカバーしてLINA WORLD名義で収録（LINA WORLD"WON'T BE LONG"）
- 同年秋、日本テレビ「AX MUSIC TV 2004」に出演。
- 同年秋、デジロックバンド ATTACK HAUS のライブで振り付け＆バックダンサー出演。
- 2011年冬、TBS「EXILE魂」にシンガー高橋洋子の振り付け&バックダンサー出演
- 同年冬、フジテレビ「SMAP×SMAP」にシンガー高橋洋子の振り付け&バックダンサー出演。